# Аладдин (Дисней)
Аладдин (англ. Aladdin, араб. علاء الدين‎) — протагонист одноимённой диснеевской франшизы. Был бездомным юношей, пока не встретил джинна и не спас принцессу Жасмин от злого визиря султана, Джафара. По характеру Аладдин дружелюбный и весёлый парень, честный, благородный, бесстрашный, всегда готов помочь нуждающимся и проучить злодеев. Аладдина не влекут сказочные богатства и власть, самое дорогое для него «сокровище» — это его возлюбленная, Жасмин. Очень ценит своих верных друзей. Предпочитает ночевать в своем старом скромном жилище, однако, будучи в хороших отношениях с Султаном, иногда проводит время и во дворце. В оригинальной версии его озвучивают актёр Скотт Уайнгер и певец Брэд Кейн (вокальные номера).

## Описание
Аладдин — 18-летний юноша, который живёт на улицах города Аграба вместе с ручной обезьянкой по имени Абу. Его отец Кассим бросил совсем маленького мальчика с его матерью Зеной, а через некоторое время женщина умерла. Аладдин живёт в заброшенной комнате на крыше одного из домов города. Он выживал, воруя еду для себя и Абу на местном рынке. Он мечтает о лучшей жизни, и скоро всё меняется — сначала он встречает принцессу Жасмин, а затем находит волшебную лампу, в которой живёт Джин — он исполняет несколько желаний юноши. Благодаря своей отваге Аладдин дважды спасает город от злого волшебника — бывшего королевского визиря Джафара. Аладдин и его друзья много путешествуют по миру, оказываясь в центре невероятных приключений. В финале третьего фильма Аладдин и Жасмин наконец становятся мужем и женой.
Герой носит красную феску на голове, простую фиолетовую жилетку, а также большие белые штаны-шаровары с жёлтой заплаткой на правой ноге. Обуви юноша не носит. В образе принца Али персонаж носит более изысканную белую одежду — тюрбан с пером, рубашку, штаны и плащ. Также различная одежда представлены в отдельных эпизодах мультсериала.

## Появления

### Анимация
Аладдин является главным персонажем мультипликационной трилогии студии «Walt Disney»: «Аладдин», «Возвращение Джафара» и «Аладдин и король разбойников».
Персонаж впервые появляется в мультфильме «Аладдин» 1992 года — юноша живёт на улицах города Аграба вместе с ручной обезьянкой Абу. Однажды он спасает от разгневанного торговца незнакомую девушку — она оказывается дочерью султана, принцессой Жасмин. По приказу королевского визиря Джафара юношу хватает стража и сажает в темницу. Коварный Джафар, мечтающий захватить власть в Аграбе, узнаёт, что помочь ему в этом может лампа, спрятанная в Пещере Чудес, куда войти может лишь достойный, «алмаз неогранённый» — им и оказывается Аладдин. Джафар переодевается в немощного старика и помогает Аладдину сбежать из темницы — в обмен юноша должен принести ему лампу. Оказавшись в пещере, Аладдин находит волшебный летающий ковёр. Не послушавшись хранителя пещеры, Абу хватает сокровища, спрятанные в пещере, чем вызывает её разрушение — в итоге, главные герои оказываются заперты в глубинах Пещеры, а Джафар уверен, что он остался без лампы, а Аладдин — погиб. Между тем, юноша трёт лампу и пробуждает ото сна Джина, который может исполнить три его желания. Аладдин решает завоевать сердце Жасмин и проси Джинни превратить его в принца. Вместе со всей многочисленной свитой и настоящим праздником с участием животных, танцовщиц, акробатов и факиров Аладдин предстаёт перед Султаном, который приходит в восторг от нового потенциального жениха для своей дочери. Однако сама Жасмин считает принца Али — такое имя взял себе Аладдин, не решившись признаться, что он и есть юноша с улицы — самонадеянным дураком. Аладдин предлагает Жасмин прокатиться на волшебном ковре, и очарованная Жасмин проникается симпатией к принцу Али. Аладдин хочет признаться во всём Жасмин, но не успевает это сделать — всю правду раскрывает Джафар, завладевший лампой. Злой волшебник также вынуждает Джинни прислуживать ему — превратив его сначала в султана Аграбы, а затем — в джина. Тем не менее, с помощью друзей Аладдину удаётся расстроить коварные планы Джафара и спасти Аграбу. Султан решает изменить закон, согласно которому принцесса может выйти замуж только за принца.
В 1994 года сразу-на-видео вышло продолжение фильма под названием «Возвращение Джафара» — в сиквеле акцент в повествовании истории сместился на попугая Яго, сбежавшего из плена — он убеждает Аладдина, что исправился. Но следом за попугаем из лампы сбегает и Джафар — с помощью незадачливого вора Абис-Мала он пытается вернуть себе власть в Аграбе. Джафар вынуждает Яго предать своих новых друзей, но в итоге птица приходит Аладдину на помощь, помогая раз и навсегда уничтожить Джафара. Большую часть истории Аладдин скрывает свою дружбу от Жасмин и Султана, боясь, что они не поймут его, и не поверят, что Яго стал хорошим.
Третий фильм серии «Аладдин и король разбойников» также вышел сразу-на-видео в 1997 году — действие происходит после событий телевизионного мультсериала. Аладдин и Жасмин готовятся к свадьбе. Торжественную церемонию прерывает появление 40 разбойников, который возглавляет Кассим — как позднее выясняется, родной отец Аладдина. Он бросил семью вскоре после рождения мальчика. После череды приключений, Аладдин мирится с отцом и женится на принцессе Жасмин.
Мультсериал «Аладдин: Сериал» — телевизионное продолжение фильма «Возвращение Джафара» и предыстория третьей части «Аладдин и король разбойников». Аладдин не появляется в нескольких эпизодах сериала, а также является второстепенным персонажем некоторых серий. Мультсериал рассказывает несколько из историй из прошлого Аладдина — в частности, о первой встрече юноши и Абу. на одном из этапов написания сценария шоу, злой волшебник Мозенрат должен был стать братом Аладдина. Всего в эфир вышло 86 серий — они транслировались в период с 1994 по 1995 году.
Аладдин также появляется в качестве одного из главных персонажей в эпизоде-кроссовере «Арабская ночь» с мультсериалом «Геркулес». Аладдин имеет небольшую роль в мультсериале «Мышиный дом» и двух его полнометражных мультфильмах.

### Игровое кино
Аладдин появляется в шестом сезоне американского телесериала «Однажды в сказке». А также он появится в будущем фильме "Наследников" как взрослый, как и в образе подростка.
В 2019 году вышел полнометражный игровой фильм «Аладдин» режиссёра Гая Ричи. Сюжет ремейка следует за событиями мультипликационной картины 1992 года, хотя есть незначительные изменения. Также важную роль в ремейке сыграла Жасмин — критики заметили, что фильм ориентирован на женскую аудиторию гораздо сильнее, чем оригинальный проект.

### Видео-игры
Аладдин выступает управляемым персонажем в серии игр, созданных по мотивам первого мультфильма — «Disney’s Aladdin (Capcom)» для «Super Nintendo Entertainment System» и «Disney’s Aladdin (Virgin Interactive)» на игровой приставке «Sega». Кроме того, юноша является главным персонажем игры «Disney's Aladdin in Nasira’s Revenge», один из управляемых персонажей «Aladdin’s Magic Carpet Racing» и появляется в образовательной игре «Aladdin’s Chess Adventures». Аладдин появляется в серии игр «Kingdom Hearts»: в первой игре Жасмин похищают Джафар и злая колдунья Малефисента, а Аладдин при помощи Соры пытается спасти её. Аладдин также появляется в играх «Kingdom Hearts II», «Disney Magical World» и «Disney Infinity: Marvel Super Heroes».
Серию игрушек — включая персонаж Аладдина — выпускала компания «Mattel»; фигурка персонажа входит в несколько серий «Принцессы Диснея» производителей шоколадных яиц с сюрпризом «Kinder», «Ландрин», а также серии «Nestle» по мультфильмам «Аладинн» и «Аладдин и король разбойников». Также по мотивам этих мультфильмов выпускались игрушки для детских завтраков «Happy Meal» ресторанов быстрого питания «McDonalds», а также «Burger King».
Аладдин вместе с другими персонажами франшизы появляется в парках отдыха Дисней по всем миру, а также участвует в парадах персонажей студии.

## Создание

### Концепция
Создание Аладдина было одной из самых главных проблем для авторов мультфильма: никто не знал как должен был выглядеть Аладдин.
По словам Джона Маскера, создателя мультфильма «Аладдин»:

Изначально Аладдин был немного моложе, чем видно сейчас. Мы также сделали его более высоким, но менее удачливым. К сюжету мы добавили ещё и его мать. […] Но позднее мы приняли решение сделать его взрослее, мускулистее и удачливее. Изначально ему было 13 лет, но мы изменили возраст до восемнадцати.Оригинальный текст (англ.)In early screenings, we played with him being a little bit younger, and he had a mother in the story. [...] In design he became more athletic-looking, more filled out, more of a young leading man, more of a teen-hunk version than before." He was initially going to be as young as 13, but that eventually changed to eighteen.— 
Анимацией Аладдина занимался аниматор Глен Кин. При создании внешнего вида персонажа Кин использовал внешности известных актёров и подростковых идолов. Главными прототипом для Аладдина стал актёр Майкл Джей Фокс, но позднее создатели фильма решили, что новый дизайн Аладдина выглядит слишком мальчишеским и недостаточно привлекательным. Позднее Кин взял в основу Тома Круза и Кельвина Кейна. Дизайн штанов Аладдина был позаимствован у рэпера MC Hammer

### Исполнители роли
Изначально озвучивать Аладдина должен был певец Брэд Кейн, но позднее создатели фильма назначили его только на озвучивание вокала персонажа. Диалоги в полнометражный мультфильмах, телесериале и игре «Disney's Aladdin in Nasira’s Revenge» озвучил актёр Скотт Уайнгер. В игровом ремейке его сыграл актёр Мена Массуд. В Бродвейской постановке мюзикла по мотивам первого фильма роль Аладдина сыграл актёр Адам Джейкобс.